# Damascus (Virginia)
Damascus es una localidad del Condado de Washington, Virginia, Estados Unidos. Según el censo de 2000 tenía una población de 981 habitantes y una densidad de población de 445.6 hab/km².

## Demografía
Según el censo de 2000, había 981 personas, 484 hogares y 269 familias residiendo en la localidad. La densidad de población era de 445,6 hab./km². Había 543 viviendas con una densidad media de 246,7 viviendas/km². El 96,94% de los habitantes eran blancos, el 1,63% afroamericanos, el 0,51% amerindios, el 0,31% asiáticos, el 0,10% de otras razas y el 0,51% pertenecía a dos o más razas. El 0,20% de la población eran hispanos o latinos de cualquier raza.
Según el censo, de los 484 hogares en el 18,2% había menores de 18 años, el 40,7% pertenecía a parejas casadas, el 11,6% tenía a una mujer como cabeza de familia y el 44,4% no eran familias. El 40,9% de los hogares estaba compuesto por un único individuo y el 20,9% pertenecía a alguien mayor de 65 años viviendo solo. El tamaño promedio de los hogares era de 2,03 personas y el de las familias de 2,72.
La población estaba distribuida en un 17,9% de habitantes menores de 18 años, un 6,2% entre 18 y 24 años, un 25,4% de 25 a 44, un 28,3% de 45 a 64 y un 22,1% de 65 años o mayores. La media de edad era 45 años. Por cada 100 mujeres había 86,1 hombres. Por cada 100 mujeres de 18 años o más, había 83,4 hombres.
Los ingresos medios por hogar en la localidad eran de 19.886 dólares ($) y los ingresos medios por familia eran 29.250 $. Los hombres tenían unos ingresos medios de 25.500 $ frente a los 18.500 $ para las mujeres. La renta per cápita para la ciudad era de 14.995 $. El 20,0% de la población y el 13,2% de las familias estaban por debajo del umbral de pobreza. El 28,3% de los menores de 18 años y el 16,5% de los habitantes de 65 años o más vivían por debajo del umbral de pobreza.

## Geografía
Según la Oficina del Censo de los Estados Unidos, la localidad tiene un área total de 2,2 km², todos ellos correspondientes a tierra firme.